# Jüdischer Friedhof (Werl)

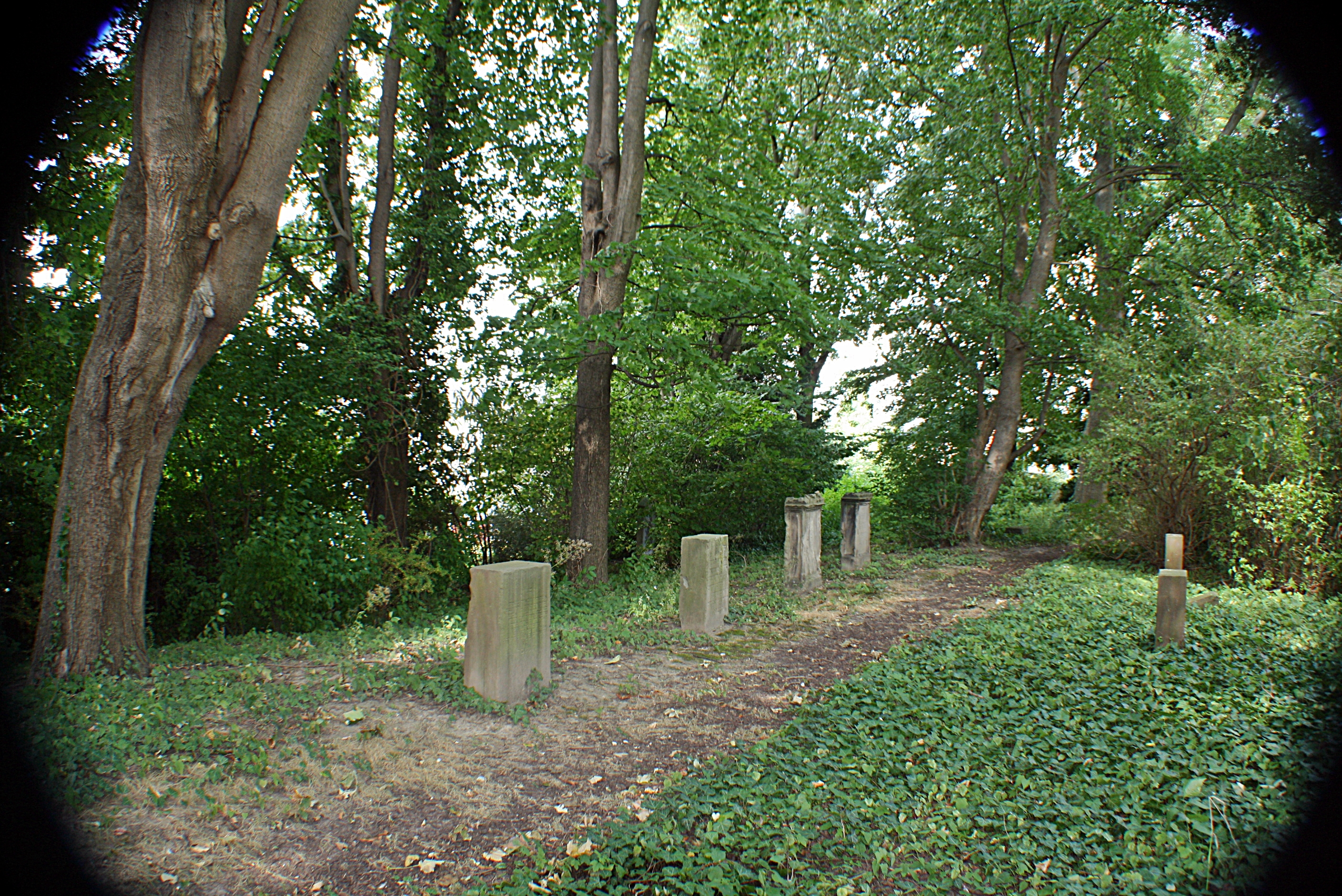
Jüdischer Friedhof in Werl

Der Jüdische Friedhof in Werl ist ein Begräbnisplatz für Mitglieder der jüdischen Gemeinde Werl. Der Friedhof befindet sich an der Melsterstraße, Ecke Hedwig-Dransfeld-Straße, gegenüber der Stadthalle. 13 Grabsteine sind noch zu sehen.

## Geschichte
Die älteste Nachricht über ein jüdisches Begräbnis (das einen Friedhof für Juden voraussetzt) stammt aus dem Jahre 1565. Seit 1742 befand sich der jüdische Friedhof an der Melsterstraße. Er wurde bis 1941 belegt.
Das Westfälische Amt für Denkmalpflege dokumentierte von 1975 bis 2000 diesen Friedhof in Bild und Text.
Die ersten Verwüstungen des Friedhofes sind für 1874 und 1894 belegt, dabei wurden mehrere Grabsteine zerstört.
Am 5. Oktober 2004 wurde von Unbekannten auf dem Friedhof vandaliert; drei Grabsteine wurden umgeworfen. Diese wurden von Mitarbeitern der Stadt Werl wieder aufgestellt. Der Staatsschutz aus Dortmund nahm Ermittlungen auf. Ein politisch motivierter Hintergrund konnte nicht nachgewiesen werden.

## Literatur

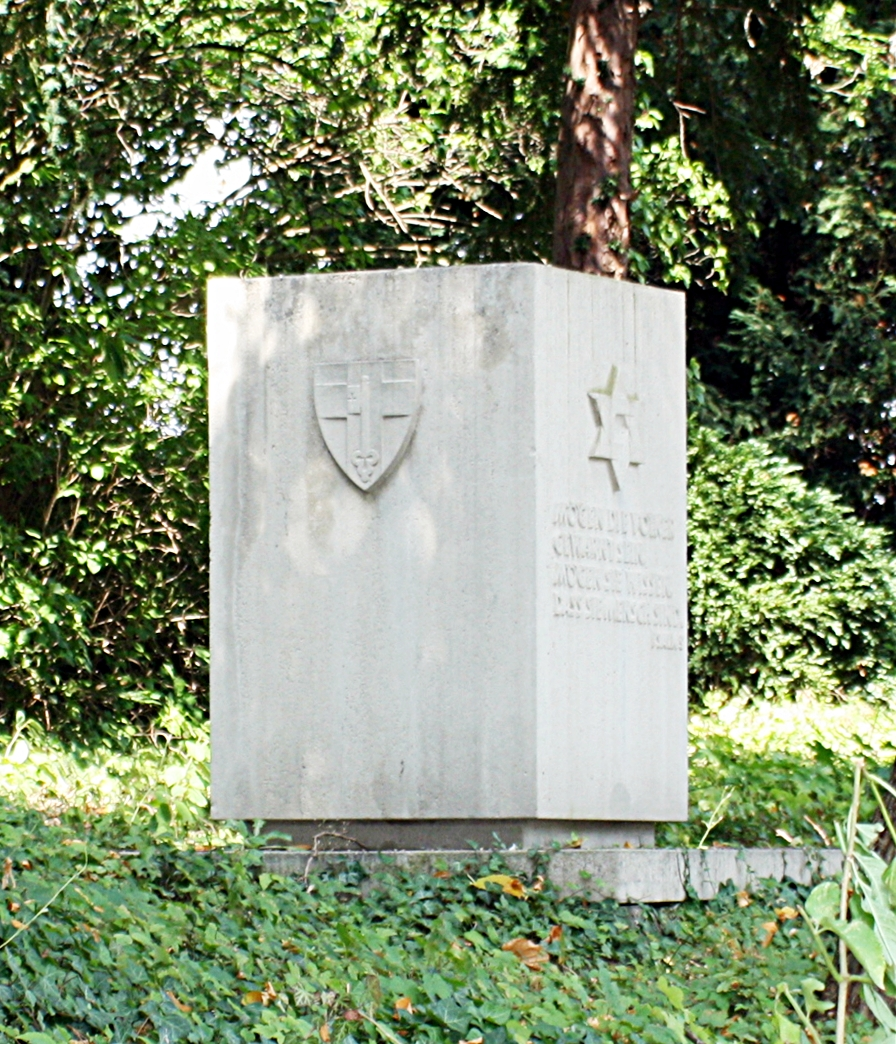
Mahnmal
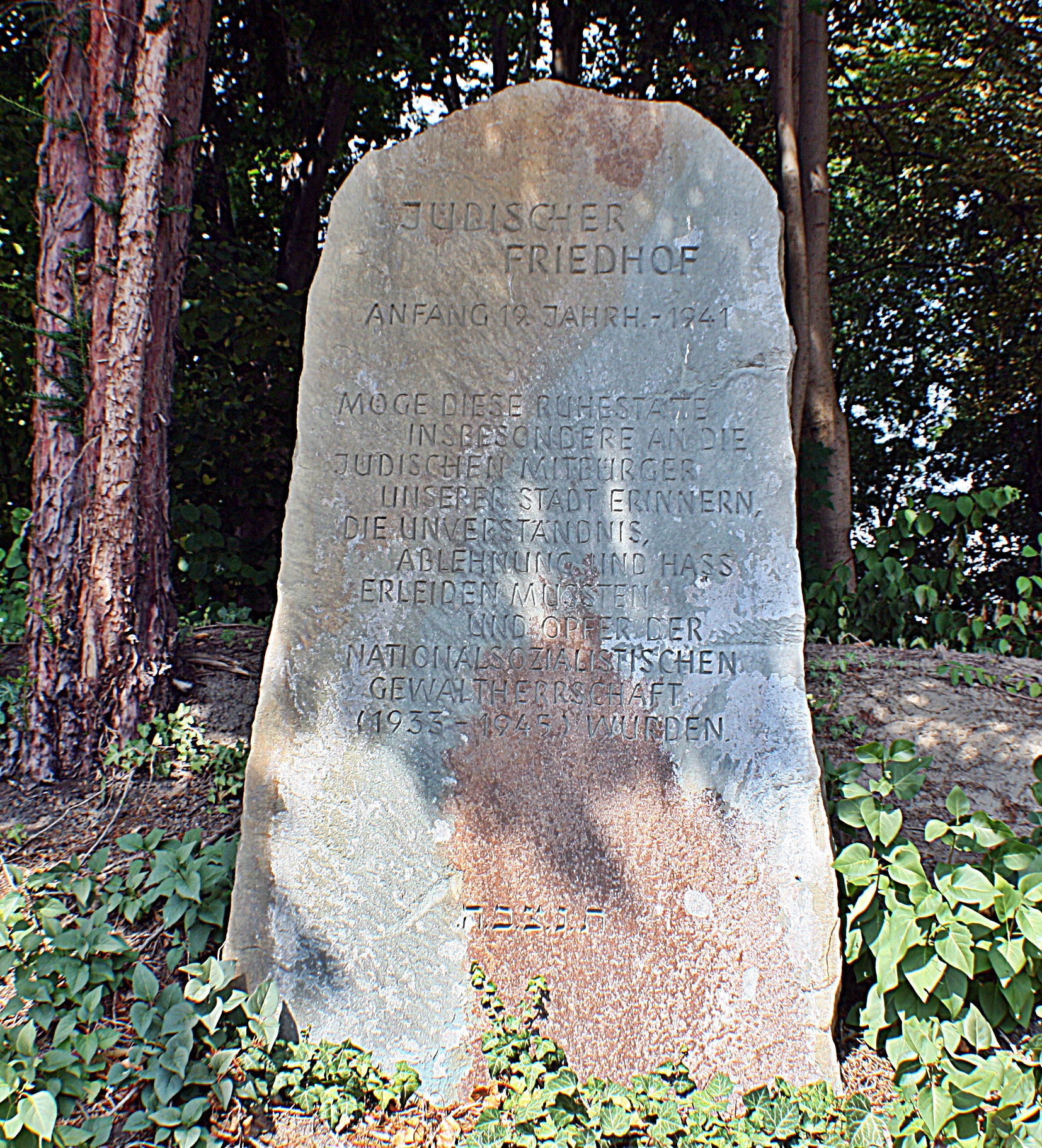
Gedenkstein
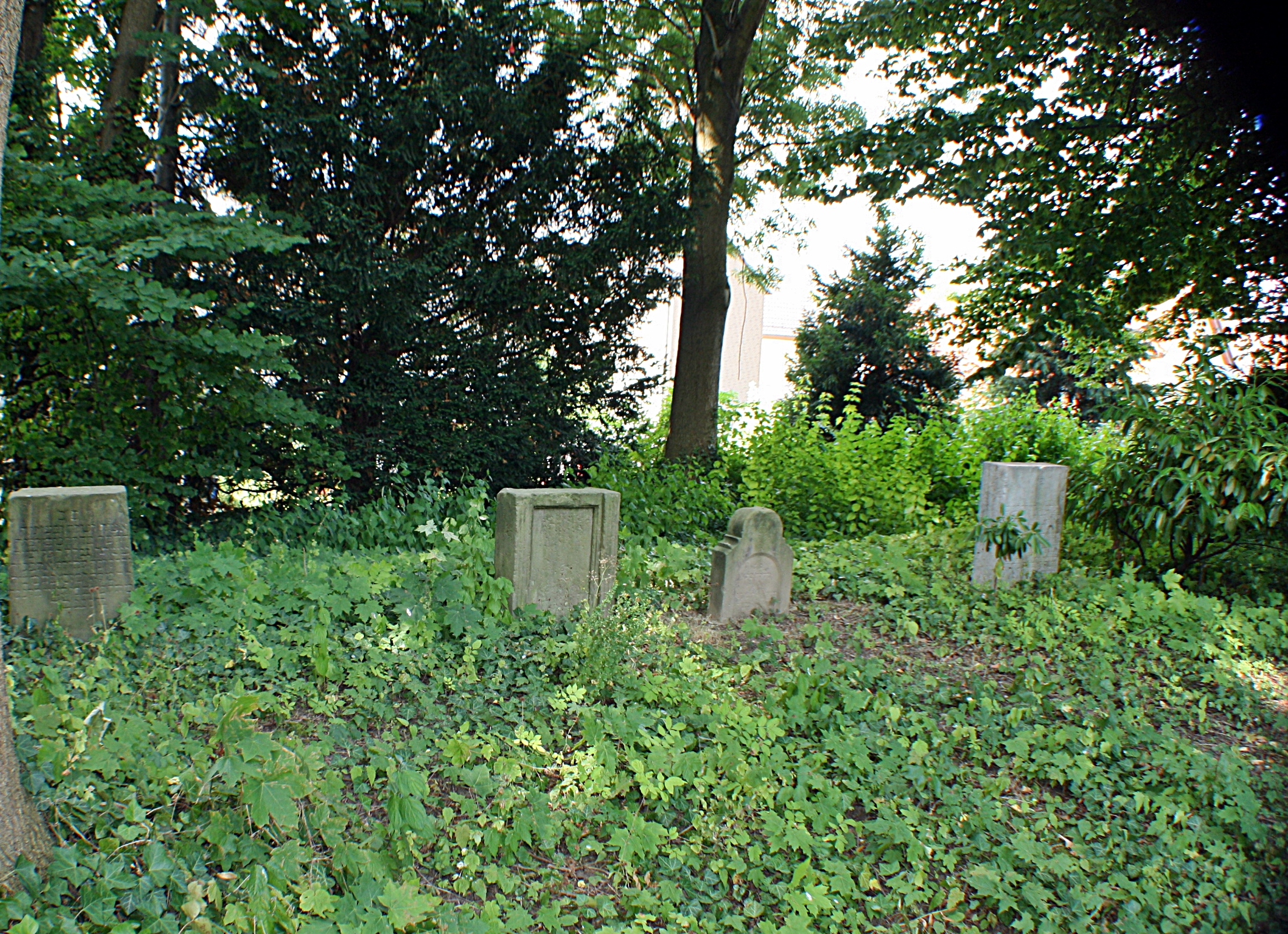
Grabmale